# Paulin Tokala Kombe
Paulin Tokala Kombe (ur. 26 marca 1977 w Kinszaszie) – kongijski piłkarz grający na pozycji bramkarza.

## Kariera klubowa
Karierę piłkarską Kombe rozpoczął w stolicy kraju, Kinszasie, w tamtejszym klubie AS Vita Club. W 1997 roku zadebiutował w jego barwach w pierwszej lidze Demokratycznej Republiki Konga i w debiutanckim sezonie wywalczył mistrzostwo kraju.
W 2002 roku Kombe wyjechał do Angoli, by grać w klubie GD Interclube z Luandy. W 2003 roku zdobył z nim Puchar Angoli, a w 2004 roku odszedł do Primeiro de Agosto także z Luandy. W 2005 roku został wypożyczony do Benfiki Luanda, a w 2006 roku ponownie grał w Primeiro de Agosto. W tamtym roku wywalczył z nim dublet - mistrzostwo i puchar kraju.
W 2007 roku Kombe trafił do Gabonu, do drużyny AS Mangasport. W tamtym roku zdobył Coupe du Gabon Interclubs, a w 2008 roku wywalczył mistrzostwo Gabonu. Po sezonie 2007/2008 przeszedł do FC 105 Libreville. W 2009 roku zdobył po raz drugi Coupe du Gabon Interclubs. W 2014 roku zakończył karierę.

## Kariera reprezentacyjna
W reprezentacji Demokratycznej Republiki Konga Kombe zadebiutował w 1996 roku. W 1998 roku został po raz pierwszy powołany do kadry na Puchar Narodów Afryki. Na turnieju w Burkina Faso był podstawowym zawodnikiem i rozegrał 3 mecze: z Togo (2:1), z Tunezją (1:2) i z Ghaną (1:0). W 2000 roku podczas Pucharu Narodów Afryki 2000 był rezerwowym dla Marcela Nkueni Mayali i nie rozegrał żadnego spotkania. W 2002 roku był pierwszym bramkarzem kadry narodowej w Pucharu Narodów Afryki 2002. Jego dorobek na tym turnieju to 4 spotkania: z Kamerunem (0:1), z Togo (0:0), z Wybrzeżem Kości Słoniowej (3:1) i w ćwierćfinale z Senegalem (0:2). Z kolei w 2004 roku został powołany do kadry narodowej na swój czwarty Puchar Narodów Afryki. Na tym turnieju rozegrał jedno spotkanie, z Gwineą (1:2).